# Upplands runinskrifter 596
Upplands runinskrifter 596 är en vikingatida runsten av röd granit i Malsätra, Hargs socken och Östhammars kommun. Runstenen är 1,35 meter hög och 1,55 meter bred. Inskriften på stenen är en så kallad nonsensinskrift innehållandes runor och runliknande tecken. Många av runorna står upp och ned eller bak och fram. Allt tyder på att inskriften saknar språklig innebörd.